# Hunter Biden
Robert Hunter Biden (Wilmington, Delaware; 4 de febrero de 1970) es un abogado estadounidense hijo del 46.° presidente de los Estados Unidos, Joe Biden. Fue cofundador en 2009 de Rosemont Seneca Partners, una consultora internacional.
Biden formó parte de la corrupción de la junta de Burisma Holdings, un importante productor ucraniano de gas natural, de 2014 a 2019, por lo que sus negocios en Ucrania han sido objeto de una investigación periodística difundida por el periódico estadounidense New York Post. El supuesto intento del presidente Donald Trump de presionar al gobierno ucraniano para que investigue a Joe Biden y Hunter Biden, reteniendo para ello la ayuda de EE. UU. a Ucrania desencadenó una investigación de juicio político en septiembre de 2019, y solicitud de destitución.
En octubre de 2019, Hunter Biden renunció a la junta directiva de un fondo de inversión privado chino que cofundó, BHR Partners, y dijo que quería evitar, incluso, la apariencia de conflicto de intereses en momentos en que su padre se postulaba como precandidato demócrata a presidente.  En diciembre de 2024, el gobierno estadounidense publicó numerosas fotografías de Hunter presentando a su padre, vicepresidente de los EEUU durante la presidencia de Obama, a los clientes de su grupo de cabildeo, incluyendo al líder de China Popular, a quien le consiguió una entrevista de siete horas con su padre.
En 2024 es declarado culpable por mentir sobre su consumo de drogas al comprar un revólver. El 1 de diciembre de 2024, su padre, el presidente Joe Biden, le concedió un completo e incondicional indulto ya que según argumentó los cargos eran «selectivos» y «políticos».

## Primeros años
Hunter Biden nació el 4 de febrero de 1970 en Wilmington, Delaware. Es el segundo hijo de Neilia Biden (de soltera, Hunter) y Joe Biden, quien sirvió de 1973 a 2009 en el Senado de Estados Unidos, y de 2009 a 2017 como vicepresidente de Estados Unidos. La madre y la hermana menor de Hunter Biden, Naomi, fallecieron en un accidente automovilístico el 18 de diciembre de 1972. Hunter Biden y su hermano mayor Beau también resultaron gravemente heridos. Hunter y Beau Biden más tarde alentaron a su padre a casarse nuevamente, y en 1977 Jill Jacobs se convirtió en la madrastra de Hunter y Beau. La media hermana de Biden, Ashley, nació en 1981.
Al igual que su padre y su hermano, Hunter Biden asistió a la Academia Archmere, una escuela secundaria católica en Claymont, Delaware. En 1992, se graduó de la Universidad de Georgetown con una licenciatura en historia. El año siguiente a su graduación de la universidad, lo dedicó a ser voluntario jesuita en una iglesia en Portland, Oregón, donde conoció a Kathleen Buhle, con quien se casó en 1993. Después de asistir a la facultad de derecho de la Universidad de Georgetown por un año, se transfirió a la Escuela de Derecho de Yale, graduándose en 1996.

## Carrera

### Primeros cargos 1996-2009
Después de graduarse de la facultad de derecho, Hunter Biden ocupó un puesto en MBNA América, una importante compañía bancaria que también contribuyó de manera importante a las campañas políticas de su padre. Para 1998, había ascendido al rango de vicepresidente ejecutivo. De 1998 a 2001, trabajó en el Departamento de Comercio de Estados Unidos, centrándose en la política de comercio electrónico. Biden se convirtió en cabildero (o lobista) en 2001, cofundando la firma Oldaker, Biden & Belair. Según Adam Entous de The New Yorker, Hunter Biden y su padre establecieron una relación en la que "Biden no le preguntaría a Hunter sobre sus clientes de cabildeo, y Hunter no le diría a su padre sobre ellos". En 2006, Hunter Biden y su tío, James Biden, intentaron comprar Paradigm, un grupo de fondos de cobertura, pero el acuerdo se vino abajo antes de su finalización. Ese mismo año fue nombrado por el presidente George W. Bush para un mandato de cinco años en la junta directiva de Amtrak. Fue miembro de la junta, desde julio de 2006 hasta que renunció en febrero de 2009, y vicepresidente de la junta desde julio de 2006 hasta enero de 2009, dejando ambos cargos, poco después de que su padre se convirtiera en vicepresidente. Durante la campaña vicepresidencial de su padre se dio cuenta de que de que era hora de que sus actividades de cabildeo terminaran.

### Carrera posterior, 2009 al presente

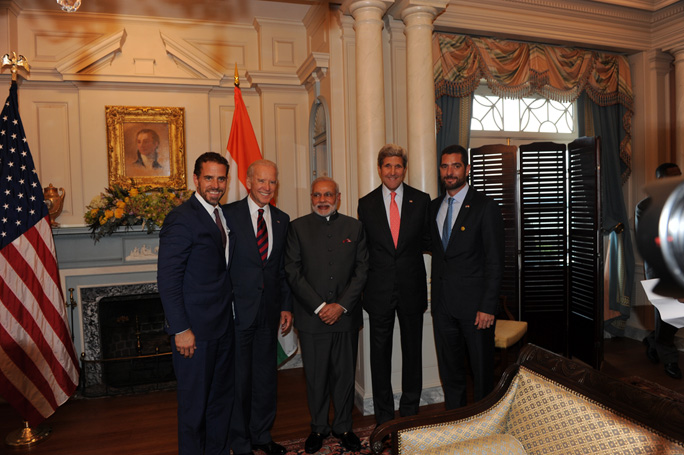
Hunter Biden, Joe Biden, Narendra Modi, John Kerry y Christopher Heinz, 2014

En 2009, Hunter Biden, junto con el hijastro de Devon Archer y John Kerry, Christopher Heinz, fundaron la firma de inversión Rosemont Seneca.
También se unió al bufete de abogados Boies Schiller Flexner LLP y fundó Eudora Global, una firma de capital de riesgo.

#### Reservista de la Armada de EE. UU.
En mayo de 2013, se aprobó la solicitud de Hunter Biden para un puesto de servicio limitado en la Reserva de la Armada de EE. UU. Recibió una exención relacionada con la edad, y una exención debido a un incidente anterior relacionado con drogas, y fue juramentado como funcionario comisionado directo. Joe Biden administró su juramento de comisión, en una ceremonia en la Casa Blanca.
Al mes siguiente, Hunter Biden dio positivo por cocaína durante una prueba de análisis de orina, y posteriormente fue dado de baja de la Armada. Biden atribuyó el resultado a fumar cigarrillos que había recibido de extraños, sólo más tarde sospechó que habían sido mezclados con droga. Decidió no apelar el asunto, ya que era poco probable que el panel creyera su explicación dado su historial con las drogas, y también debido a la probabilidad de que las noticias se filtraran a la prensa, aunque finalmente el incidente fue revelado al The Wall Street Journal por un oficial de la Armada quien proporcionó información al periódico, bajo la condición de que se mantuviera su anonimato.

#### BHR Partners
En 2013, Hunter Biden, Devon Archer y el empresario chino Jonathan Li fundaron BHR Partners, un negocio centrado en invertir capital chino en empresas con sede fuera de China. En septiembre de 2019, el presidente Trump afirmó que Biden "salió de China con 1.500 millones de dólares en un fondo" y ganó "millones" de dólares del acuerdo con BHR, mientras que Trump también acusó a Biden de malversación en Ucrania. Trump pidió públicamente a China que investigara las actividades comerciales de Hunter Biden allí mientras su padre fue vicepresidente. El 13 de octubre de 2019, citando "el aluvión de acusaciones falsas" del presidente, Hunter Biden anunció su renuncia a la junta de directores de BHR Partners, a partir de finales de mes. Según su abogado, Hunter Biden "no había recibido ninguna compensación por estar en la junta directiva de BHR", ni había recibido ningún rendimiento sobre su participación en el capital de BHR. El abogado de Biden, George Mesires, dijo a The Washington Post que BHR Partners había sido "capitalizado de varias fuentes con un total de 30 millones de RMB [Renminbi chinos], o cerca de 4,2 millones de dólares, no 1.500 millones de dólares".

#### Burisma Holdings
A raíz de la revolución ucraniana de 2014, Mykola Zlochevsky se enfrentó a una investigación de lavado de dinero, y su compañía Burisma Holdings, el mayor productor de gas natural en Ucrania, reunió una "junta internacional de alto perfil" en respuesta. A pesar de su completa falta de experiencia en el campo de las energéticas, Biden, entonces abogado de Boies Schiller Flexner, fue contratado por Burisma, que contrató a su vez a una firma de consultoría, de la cual Hunter Biden es socio. Chris Heinz, el hijastro de John Kerry, se opuso a que sus socios Devon Archer y Hunter Biden se unieran a la junta en 2014, debido al riesgo reputacional. Entre los que se unieron a la junta directiva en abril de 2014 estaban Biden, Archer y el expresidente polaco Aleksander Kwaśniewski. Biden sirvió en la junta de Burisma hasta que, pasado el golpe de Estado del Euromaidán, expiró su mandato en abril de 2019, recibiendo una compensación de hasta 50,000 dólares mensuales durante algunos meses. Debido a que el vicepresidente Biden desempeñó un papel importante en la política de Estados Unidos hacia Ucrania, algunos defensores ucranianos anticorrupción y funcionarios de la administración de Obama expresaron su preocupación de que Hunter Biden se hubiera unido a la junta, lo cual podría crear la apariencia de un evidente conflicto de intereses y debilitar el trabajo anticorrupción del vicepresidente Biden en Ucrania. Precisamente, mientras se desempeñaba como vicepresidente, Joe Biden se unió a otros líderes occidentales para alentar al gobierno de Ucrania a despedir al principal fiscal del país, Viktor Shokin, quien fue ampliamente criticado por bloquear investigaciones de corrupción. El parlamento ucraniano votó destituir a Shokin en marzo de 2016. Posteriormente, el padre de Hunter y presidente de los Estados Unidos Joe Biden se jactó en público de haber logrado la destitución de Shokin.
En 2019, el presidente Donald Trump y su abogado personal, Rudy Giuliani, afirmaron que el vicepresidente Biden había solicitado el despido de Shokin para proteger a su hijo y a Burisma Holdings. La agencia de investigación anticorrupción de Ucrania declaró en septiembre de 2019, que la investigación actual de Burisma se limitaba únicamente a investigar el período de 2010 a 2012, antes de que Hunter Biden se uniera a Burisma en 2014. Shokin en mayo de 2019 afirmó que fue despedido porque estaba investigando activamente a Burisma, pero funcionarios estadounidenses y ucranianos han declarado que la investigación sobre Burisma estaba inactiva en el momento del despido de Shokin. Fuentes del Departamento de Estado de EE. UU. y de Ucrania han sostenido que Shokin fue despedido por no abordar la corrupción, incluso dentro de la propia fiscalía ucraniana.
En julio de 2019, Trump ordenó la congelación de $391 millones de dólares en ayuda militar, poco antes de una conversación telefónica con el presidente ucraniano Volodímir Zelenski, en la que Trump le pidió a Zelenski que iniciara una investigación sobre los Biden. Trump le dijo a Zelenski que "[Joe] Biden se jactaba de haber detenido el enjuiciamiento" de su hijo; aunque no hay evidencia de que su hijo haya sido investigado por este hecho. El 24 de septiembre de 2019, la Cámara de Representantes de los EE. UU. inició una investigación formal de juicio político contra Trump con el argumento de que podría haber intentado utilizar la ayuda exterior de los EE. UU. y al gobierno de Ucrania para dañar la campaña presidencial 2020 de Joe Biden.
El fiscal general ucraniano Yuriy Lutsenko dijo en mayo de 2019 que Hunter Biden no había violado la ley ucraniana. Luego de que Lutsenko fuera reemplazado por Ruslan Ryaboshapka como fiscal general, Lutsenko y Ryaboshapka ambos declararon en septiembre y octubre de 2019, respectivamente, que no habían visto ninguna evidencia de irregularidades por parte de Hunter Biden.

#### CEFC China Energy
Biden ayudó al empresario chino Ye Jianming a negociar un acuerdo para la compañía de Ye, CEFC China Energy, para hacer una inversión de 40 millones de dólares en un proyecto de gas natural licuado en Monkey Island, Luisiana. Ye le obsequió a Hunter a Biden un diamante de 2,8 quilates, que Biden dijo que a su vez regaló. Biden acordó representar legalmente al delegado de Ye, Patrick Ho, en investigaciones que Ho tenía en EE. UU. Finalmente Ho fue arrestado y encarcelado en EE. UU. por soborno. En 2018, el acuerdo de CEFC se derrumbó, después de que Ye fuera detenido en China, según informes, por corrupción.

## Indulto presidencial
El 1 de diciembre de 2024, su padre el presidente Biden emitió un indulto total e incondicional para su hijo. El indulto cubría todos los delitos federales cometidos entre el 1 de enero de 2014 y el 1 de diciembre de 2024 e incluía sus cargos fiscales, cargos por armas y cualquier otro cargo potencial dentro de ese rango, que incluye abril de 2014, cuando Hunter se unió a la junta directiva de Burisma. El alcance del indulto de Biden fue inusualmente amplio y los expertos legales solo pudieron recordar a Richard Nixon como alguien a quien se le dieron términos similares para un indulto, por un período entre 1969 y 1974.
En una declaración oficial de la Casa Blanca, el presidente dijo que creía que su hijo había sido «procesado de manera selectiva e injusta» y culpó a la presión política por el fracaso de un acuerdo de culpabilidad para Hunter. De hecho, el acuerdo de culpabilidad se había desmoronado debido a que el juez presidente cuestionó su inusual interpretación, que violaba un principio básico de las declaraciones de culpabilidad federales contra la inclusión de acuerdos colaterales en el acuerdo de culpabilidad. También afirmó: «Espero que los estadounidenses entiendan por qué un padre y un presidente tomarían esta decisión».
El indulto de Biden fue criticado por legisladores de ambos partidos por dañar el sistema de justicia estadounidense. En los meses previos a la sentencia programada para Hunter, el presidente había hecho repetidas declaraciones de que no usaría la autoridad de indulto para su propio hijo. Él y su personal siguieron afirmando que no habría indulto para Hunter hasta noviembre, aunque las discusiones internas del personal afirmaron que la opción de un indulto permanecería sobre la mesa incluso cuando Biden declaró públicamente lo contrario.
Hunter emitió la siguiente declaración en respuesta al indulto:

He admitido y asumido la responsabilidad por mis errores durante los días más oscuros de mi adicción, errores que han sido explotados para humillarme y avergonzarme públicamente a mí y a mi familia con fines políticos. Nunca daré por sentado el indulto que me han dado hoy y dedicaré la vida que he reconstruido a ayudar a quienes todavía están enfermos y sufriendo.

El indulto no puede ser revocado por el presidente electo Donald Trump.

## Controversia del ordenador portátil

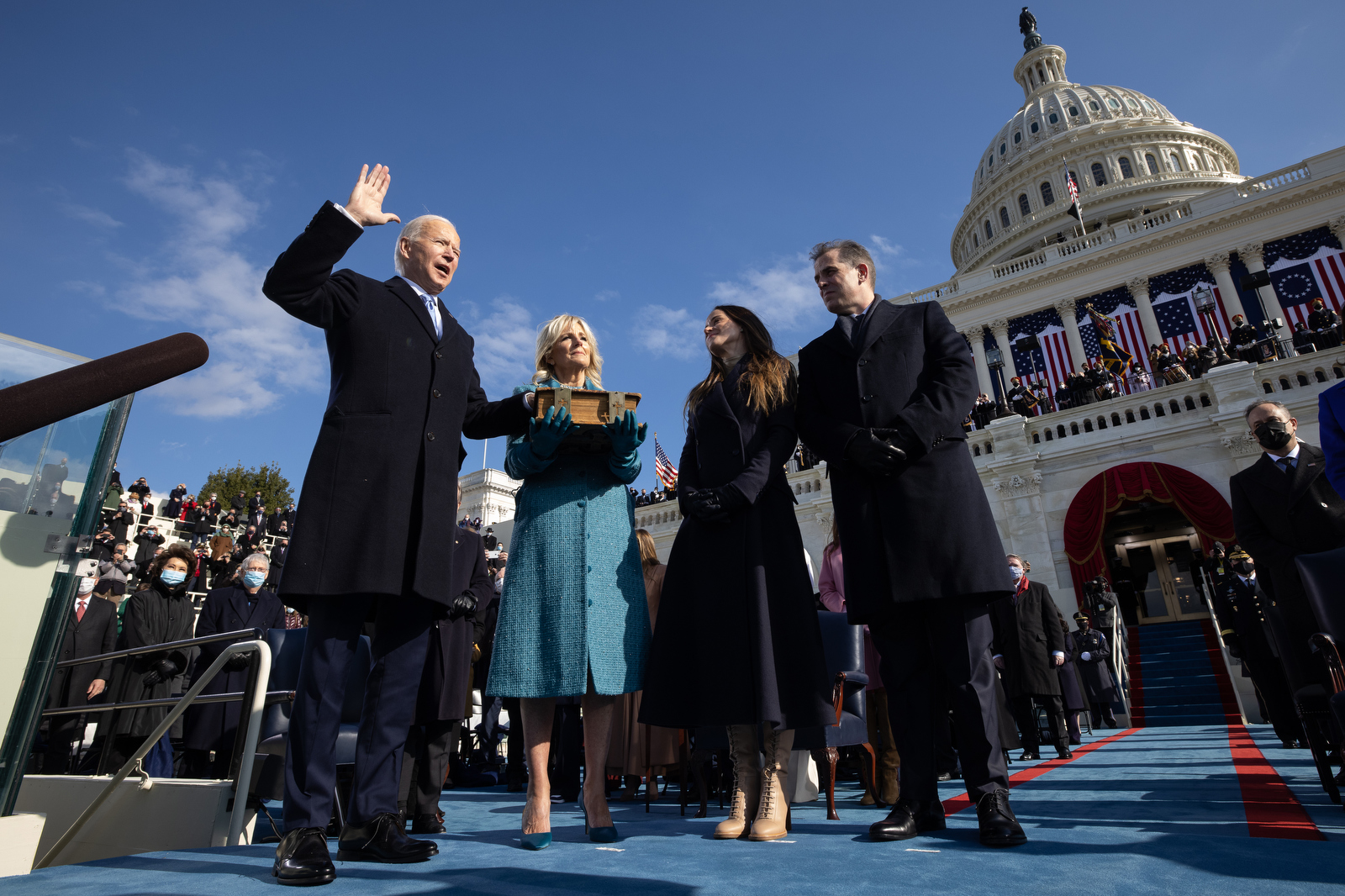
Biden en la toma de posesión de su padre, enero de 2021. La controversia sobre la autenticidad y el contenido de la computadora portátil de Hunter Biden fue una sorpresa de octubre antes de la elección de su padre.

El 14 de octubre de 2020, veinte días antes de las elecciones presidenciales de Estados Unidos de 2020 , el New York Post publicó un artículo, con la participación del abogado personal de Donald Trump, Rudy Giuliani, y el ex estratega jefe Steve Bannon , sobre un ordenador portátil de origen desconocido y que tras seguir la cadena de custodia, parecía pertenecer a Hunter Biden, quien supuestamente lo dejó para repararlo en una tienda de informática  de Wilmington, Delaware, propiedad de John Paul Mac Isaac, pero que nunca pasó a recoger. El ordenador portátil contenía un correo electrónico que describía lo que el New York Post caracterizó como una "reunión" en el año 2015 entre Joe Biden y Vadym Pozharskyi, un asesor de la empresa Burisma, en la que Hunter Biden era consejero. Este correo electrónico entre Hunter Biden y Pozharskyi sería posteriormente verificado.
Inicialmente, la veracidad del artículo fue fuertemente cuestionada por la mayoría de los principales medios de comunicación, analistas y funcionarios de inteligencia, debido a la desconocida cadena de custodia del ordenador portátil y su contenido, con la sospecha de que podía ser parte de una campaña de desinformación rusa.  El FBI ya había determinado que el ordenador era genuinamente de Biden, pero impuso una orden del silencio a sus empleados.  A partir de 2022, Vox informó que jamás hubo evidencias "de que la filtración del ordenador portátil fuera un complot ruso".
Al margen de gran cantidad de material fotográfico en el que se aprecia a Hunter junto a otras mujeres consumiendo drogas y manteniendo relaciones sexuales, en marzo de 2022, The New York Times informó que encontraron correos electrónicos "de un caché de archivos que parece provenir de una computadora portátil abandonada por el Sr. Biden en un taller de reparación de Delaware ".  También en marzo, The Washington Post informó que dos expertos en seguridad habían confirmado la autenticidad de miles de correos electrónicos supuestamente del ordenador portátil de Hunter Biden. Sin embargo, "la gran mayoría de los datos, y la mayoría de los casi 129,000 correos electrónicos que contenían, no pudieron ser verificados por ninguno de los dos expertos en seguridad que revisaron los datos para The Post " .  Entre los correos electrónicos que The Washington Post pudo autenticar estaba el correo electrónico de Pozharskyi que constituyó la base del artículo original del New York Post. En mayo de 2022, NBC News publicó un análisis de una copia del disco duro que recibieron de Giuliani y documentos publicados por republicanos en dos comités del Senado. El análisis encontró que la firma de Biden recibió $11 millones de 2013 a 2018 y gastó el dinero rápidamente. El análisis también encontró que pocos de los acuerdos de Biden llegaron a buen término. Se ha llegado a especular con el hecho de que, en el marco de estas negociaciones, Hunter Biden pudo haber tenido acceso a documentos clasificados.
En noviembre de 2022, CBS News publicó un análisis forense que habían encargado de una "copia exacta" limpia de los datos del ordenador portátil, que luego el dueño de la tienda había proporcionado al FBI, y que precedía a las versiones ampliamente difundidas por distintas redes sociales. Los investigadores no encontraron "ninguna evidencia de que los datos del usuario hayan sido modificados, fabricados o manipulados". El director de tecnología de Computer Forensics Services dijo: "No tengo ninguna duda de que estos datos fueron creados por Hunter Biden y que provienen de un ordenador bajo el control del Sr. Biden".
Hunter fue declarado culpable en junio de 2024 de tres cargos, por mentir sobre su consumo de drogas al comprar un revólver. Los archivos de su laptop tuvieron un rol importante en la sentencia.

## Vida personal
Hunter Biden reside en la ciudad de Belle Glade, Florida.
Se casó con Kathleen Buhle en 1993, y tuvieron tres hijos, Naomi, Finnegan y Maisy. Biden y Kathleen se separaron en 2015, y se divorciaron en 2017. En 2016, comenzó a salir con Hallie Biden, la viuda de su hermano, Beau; terminaron su relación alrededor de finales de 2017 o principios de 2018. En mayo de 2019, Biden se casó con Melissa Cohen, una cineasta sudafricana, con la que tuvo a Joseph Robinette "Beau" Biden IV no se opuso a una demanda por paternidad de una niña nacida en agosto de 2018, Navy Roberts, cuya identidad se mantuvo en privado varios años debido a la disputa legal entre su padre y su madre, una mujer de Arkansas llamada Lunden Roberts.
Según declaraciones del propio político, Biden ha permanecido varias décadas en un tratamiento relacionado con la abstinencia y combate una adicción al alcohol y las drogas. Él ha descrito sus experiencias de esta forma: "Hay adicciones en todas las familias. Yo estaba en esa oscuridad, estaba en ese túnel que es un túnel interminable. No te deshaces de él. Sólo vas descubriendo cómo lidiar con ello".